# Herniaria regnieri
Herniaria regnieri là loài thực vật có hoa thuộc họ Cẩm chướng. Loài này được Braun-Blanq. & Maire mô tả khoa học đầu tiên năm 1925.